# Lacinipolia
Lacinipolia is een geslacht van vlinders van de familie Uilen (Noctuidae), uit de onderfamilie Hadeninae.

## Soorten
- L. agnata Smith, 1905
- L. anguina Grote, 1881
- L. basiplaga Smith, 1905
- L. brachiola Harvey, 1876
- L. buscki Barnes & Benjamin, 1927
- L. calcaricosta Todd & Poole, 1981
- L. canities Hampson, 1903
- L. circumcincta Smith, 1891
- L. comis (Grote, 1876)
- L. consimilis McDunnough, 1937
- L. cuneata Grote, 1873
- L. davena Smith, 1901
- L. determinata Smith, 1891
- L. erecta Walker, 1856
- L. explicata McDunnough, 1937
- L. falsa Grote, 1880
- L. francisca Smith, 1910
- L. gnata Grote, 1881
- L. griseata Smith, 1900
- L. illaudabilis Grote, 1875
- L. imbuna Smith, 1905
- L. implicata McDunnough, 1937
- L. incurva Smith, 1887
- L. laudabilis Guenée, 1852
- L. lepidula Smith, 1887
- L. leucogramma Grote, 1873
- L. longiclava Smith
- L. lorea Guenée, 1852
- L. lunolacta Smith, 1903
- L. lustralis Grote, 1875
- L. luteimacula Barnes & Benjamin, 1925
- L. marinitincta Harvey, 1875

- L. meditata Grote, 1873
- L. naevia Smith, 1898
- L. olivacea Morrison, 1874
- L. palilis Harvey, 1875
- L. parvula Herrich-Schäffer, 1868
- L. patalis Grote, 1873
- L. pensilis Grote, 1874
- L. prognata McDunnough, 1940
- L. quadrilineata Grote, 1873
- L. renigera Stephens, 1829
- L. roseosuffusa Smith, 1900
- L. rubrifusa Hampson, 1903
- L. runica Hampson, 1918
- L. selama Strecker, 1898
- L. spiculosa Grote, 1883
- L. stenotis Hampson, 1903
- L. stricta Walker, 1865
- L. strigicollis Wallengren, 1860
- L. tenisca Smith, 1910
- L. tricornuta McDunnough, 1937
- L. uliginosa Smith, 1905
- L. umbrosa Smith, 1887
- L. vicina Grote
- L. viridifera McDunnough, 1937
- L. vittula Grote, 1882